# Jerzy Jeliński
Jerzy Leon Jeliński (ur. 21 czerwca 1901 w Warszawie, zm. 30 listopada 1986 tamże) – polski podróżnik i harcerz, marynarz, uczestnik wojny polsko-bolszewickiej, członek ruchu oporu podczas II wojny światowej. 
W latach 1926–1928 dokonał podróży samochodem dokoła świata. Odwiedził wówczas liczne kraje Europy, Afryki, Ameryki Północnej i Azji, spotykając się z przywódcami kilku państw i zdobywając rozgłos w krajowej i międzynarodowej prasie. Po powrocie do Polski  jego wyczyn został opisany w książce Władysława Umińskiego.

## Życiorys

### Wczesne lata
Jego matka pochodziła z rodu Oborskich herbu Pierzchała. Dzieciństwo spędził w Warszawie i okolicach (wieś Miłosna; dziś Stara Miłosna), gdzie znajduje się jego dom rodzinny. Jego ojciec, Franciszek, maszynista kolei, zmarł wkrótce po narodzinach syna; matka, Wincentyna, zmarła gdy miał 14 lat. W 1918 roku jako uczeń gimnazjum wstąpił do polskiej milicji miejskiej w Warszawie, zorganizowanej po wycofaniu się wojsk niemieckich. Zdał maturę w Szkole Technicznej Warszawsko-Wiedeńskiej Kolei Żelaznej.
W 1920 roku jako jeden z pierwszych ochotników zaciągnął się do nowo powstałej polskiej Marynarki Wojennej, w 1 Batalionie Pułku Morskiego walczył w czasie wojny polsko-bolszewickiej, pod Ostrołęką został ranny w rękę. Po wojnie już w stopniu bosmana przeniesiono go do kierownictwa Marynarki Wojennej w Warszawie.

### Wyprawa samochodem dookoła świata
W 1926 roku zorganizował wraz z Eugeniuszem Smosarskim (bratem Jadwigi Smosarskiej), Brunonem Bredschneiderem (filmowcem) i Janem Ławą (marynarzem) wyprawę samochodem dookoła świata. Inicjatorem wyprawy był Smosarski, który początkowo planował odbyć ją na rowerze. Jeliński przekonał grupę, by użyć samochodu; w celu uzyskania środków do jego zakupu Jeliński i Ława sprzedali większość swojego majątku. W wyprawie brał też udział pies Oranek.
Podróżnicy wyruszali specjalnie przystosowanym przez Centralne Warsztaty Samochodowe Fordem T. Sama wyprawa dzięki pomocy rządowej (m.in. MSW i MSZ) i pozarządowej (wsparcia wyprawie udzieliły m.in. organizacje takie jak Związek Harcerstwa Polskiego, Polskie Towarzystwo Gimnastyczne „Sokół”, Automobilklub Polski, Polski Komitet Olimpijski i Polskie Zjednoczenie Gospodarcze), z prywatnego przedsięwzięcia przekształciła się w „Ekspedycję Harcerzy Polskich Fordem Naokoło Świata”. Jej uczestnicy dostali naszywki na kurtki w języku angielskim „Polish Scouts Round of the World”. Wśród bagaży grupa miała dwa karabiny, cztery rewolwery, namiot, radio z anteną przenośną, gramofon i aparat kinematograficzny.

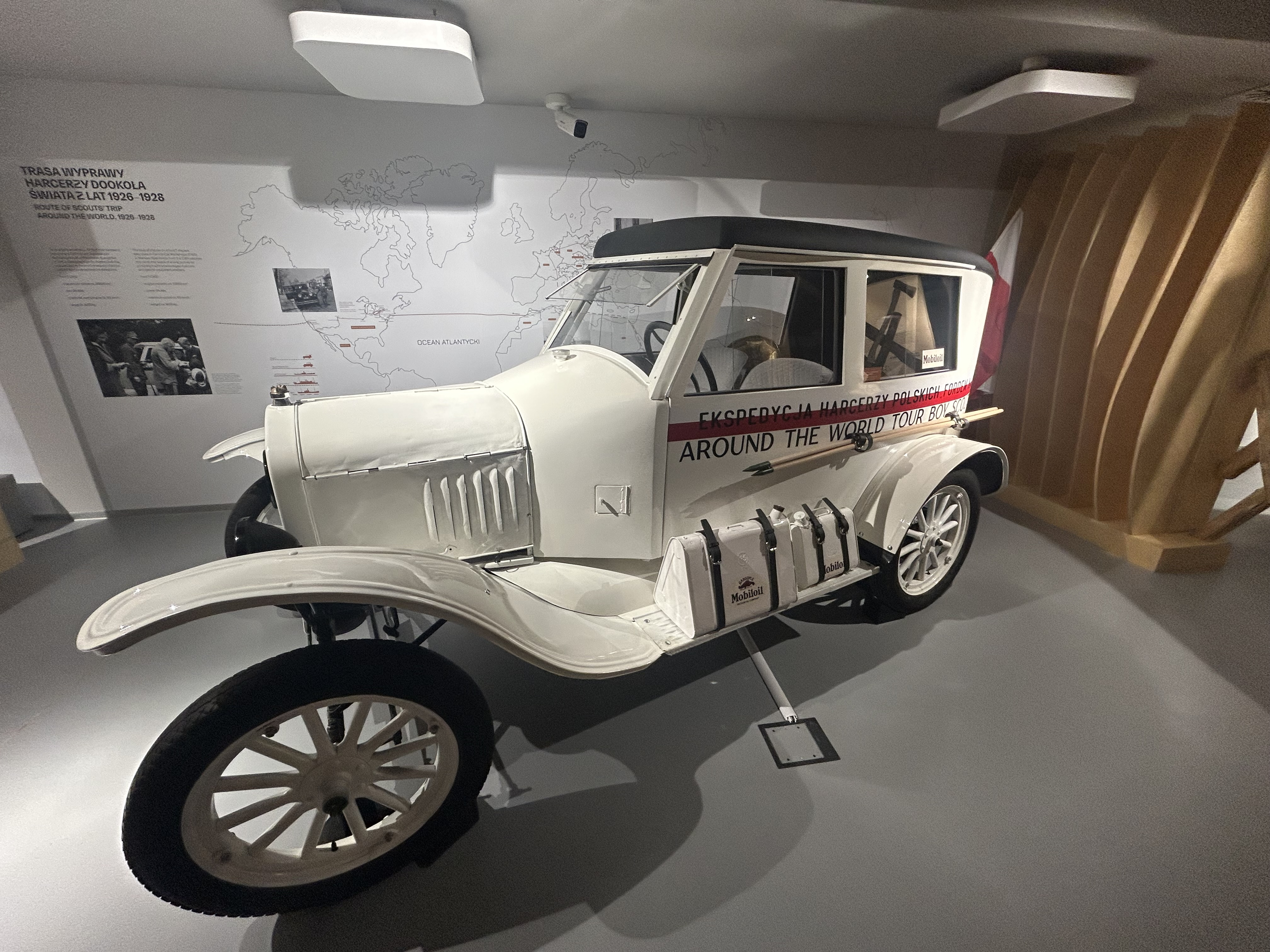
Replika Forda T wyprawy Jelińskiego (w Muzeum i Centrum Ruchu Harcerskiego w Krakowie)

Dokładna data rozpoczęcia wyprawy nie jest znana, prawdopodobnie podróżnicy wyruszyli w trasę na początki września. 1 wzreśnia byli w Brześciu nad Bugiem. 9 września byli w Lublinie, 15 września we Lwowie, gdzie wzięli udział w Targach Wschodnich. Następnie odwiedzili Kraków (ok. 17 września), Wieliczkę (21 września), Zakopane (22 września), po czym przez Kraków przejechali na Śląsk (Katowice, Piekary, Cieszyn). Granicę przekroczyli na przełomie października i listopada. Trasa przebiegała przez Czechosłowację, Austrię, Węgry, Jugosławię do Włoch, gdzie dotarli na początku stycznia. W Rzymie z wyprawy ubył Ława, z którego zachowaniem reszta uczestników miała rosnące problemy. Następnie w trójkę przez Sycylię dotarli do Tunisu (8 kwietnia) i Algieru (19 kwietnia), gdzie zakończył podróż Bredschneider, który uznał dalszą podroż za męczącą i nierentowną. Jeliński i Smosarski kontynuowali wyprawę, m.in. przez El Kantarę, Timgad, Oran i Rabat, gdzie dojechali w połowie roku (okolice czerwca i lipca). W Casablance załadowali samochód na statek Sinsinnawa płynący do Ameryki Północnej. Statek zacumował przy wyspie Ellis Island w Nowym Jorku 10 sierpnia. Gdy chorego na jaglicę Smosarskiego nie wpuściły do Stanów Zjednoczonych tamtejsze władze imigracyjne, Jeliński kontynuował wyprawę samotnie. Dzięki swojej wytrwałości (wygłosił wiele odczytów dla Polonii) i pomocy Polaków mieszkających w USA przejechał przez Stany Zjednoczone (od Nowego Jorku przez Waszyngton – gdzie miał audiencję u prezydenta Coolidge’a – Pittsburgh, Detroit – skąd wyjechał już nowym samochodem, Buickiem Master Six – Cleveland, Buffalo, Niagara Falls, Chicago, Milwaukee, Saint Louis, Denver, Los Angeles do San Francisco). W Toledo, które odwiedził po drodze do Detroit, odrzucił propozycję młodej Polki, chcącej dołączyć do jego podróży, jako nieprzystającej obyczajowo. Dalej podróżował statkiem Taiyo Maru, który odcumował z San Francisco 13 lipca. Jeliński z przystankiem w Hawajach dotarł do Japonii (ok. 20 lipca), gdzie przejechał z Jokohamy do Kobe, docierając tam w połowie sierpnia (przez Kamakurę, okolice góry Fudżi, Nikkō, Tokio, Kioto, Osakę). Planował wracać do Polski przez Chiny, gdzie jednak trwała wojna domowa, z pomysłu podróży w Indiach zrezygnował w ostatnim momencie z powodu niedostatecznych środków finansowych. Pies Oranek został w Japonii z powodu choroby (nosacizna). Jeliński załadował swoje auto na statek Kashima Maru i ok. września, przez Kanał Sueski (Port Said), po drodze odwiedzając porty w Nagasaki, Szanghaju, na wyspie Penang, Hongkongu, Singapurze i Kolombo na wyspie Cejlon, dopłynął do Marsylii (ok. 26 września). Następnie przez Francję, Belgię i Niemcy wrócił do kraju (w Poznaniu był 30 października). Podróż trwała ponad dwa lata, od 30 maja 1926 roku do 4 listopada 1928 roku (taka jest data ostatniego datowaneego wpisu w Kronice wyprawy). 

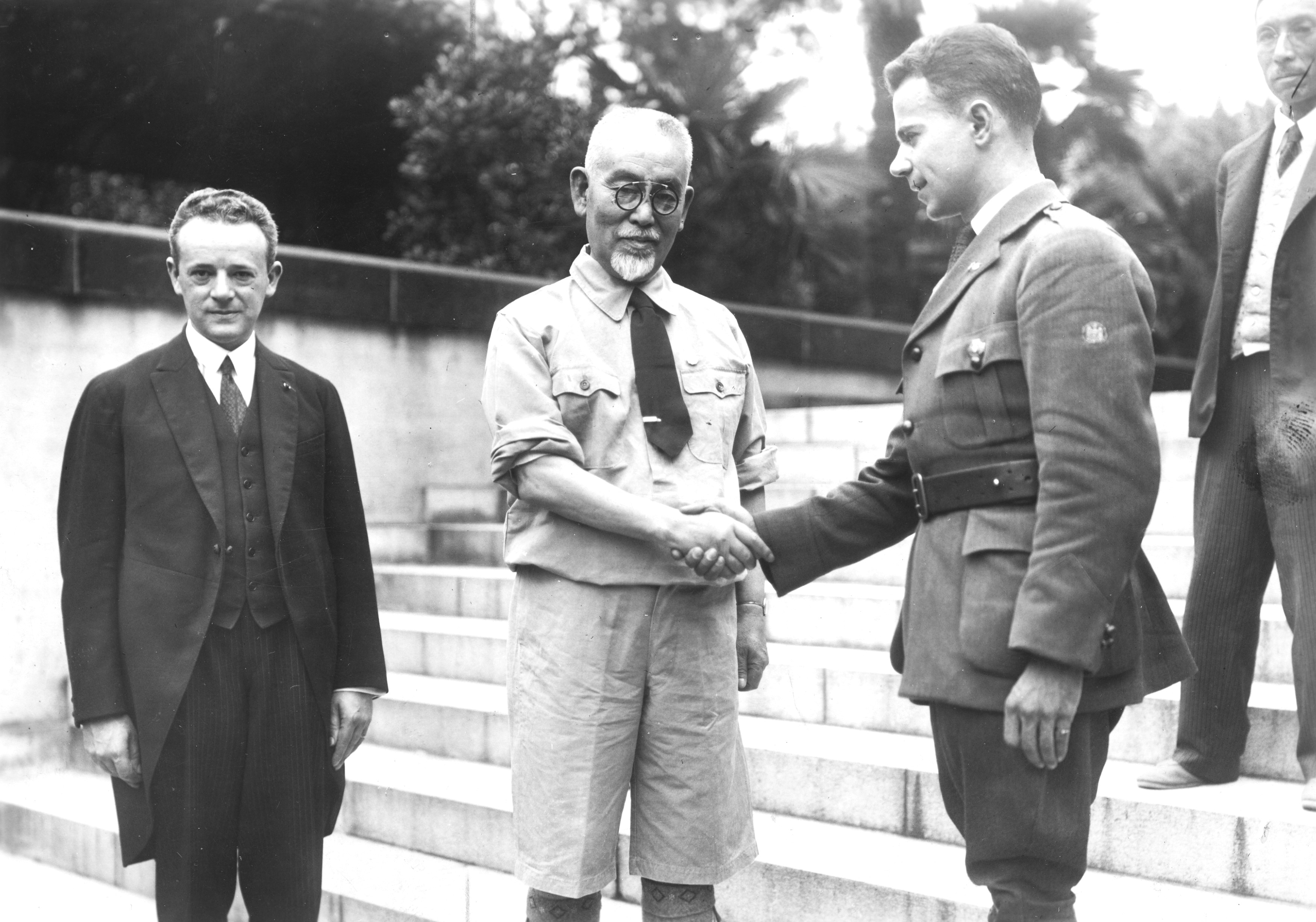
Ekspedycja Jerzego Jelińskiego dookoła świata - pobyt w Tokio. Harcerz Jerzy Jeliński wita się z prezydentem skautów japońskich baronem Shimpei Goto.

Podróżnicy w czasie wyprawy spotykali się z wieloma przywódcami państw, burmistrzami wielu miast i profesorami uniwersytetów. Podejmowali ich, między innymi: prezydent RP Ignacy Mościcki, marszałek Józef Piłsudski, prezydent Czechosłowacji Tomáš Masaryk, prezydent Austrii Michael Hainisch, admirał Miklós Horthy, premier Włoch Benito Mussolini, papież Pius XI, prezydent Stanów Zjednoczonych Calvin Coolidge, japoński minister Shimpei Goto, premier Francji Gaston Doumergue, król Belgii Albert I Koburg. Informacje o wyprawie gościły na łamach polskich i zagranicznych gazet (m.in. amerykańskich, japońskich i niemieckich); w sumie o wyprawie ukazało się w prasie z tego okresu około dwóch tysięcy artykułów.
Powracającego z wyprawy Jelińskiego witał wielotysięczny tłum warszawiaków, a sam Jeliński został przyjęty przez prezydenta Mościckiego.
Wyprawę opisał Władysław Umiński w książce Pod flagą polską samochodem naokoło świata wydanej w 1929 roku. Według dyrektora Muzeum Harcerstwa w Warszawie Paweła Bezaka „Wyprawa samochodowa druha Jelińskiego dookoła świata jest dziś oceniana jako jedno z największych przedsięwzięć podróżniczych przedwojennej Polski”.

### Późniejsze lata
Dwa lata po powrocie do Warszawy Jeliński wyjechał do Stanów Zjednoczonych, gdzie w Hollywood studiował nowoczesne techniki filmowe i obsługę kamer, zostając ich profesjonalnym operatorem. Nakręcił też dwa filmy pt. Floryda - kraj wiecznego lata i Jak żyją Polacy w Ameryce, które jednak się nie zachowały do dnia dzieszego. Niekiedy zdjęcia z jego drugiego pobytu w USA są niepoprawnie identyfikowane jako zdjęcia z jego pierwszej podrózy. Po kolejnym powrocie do Polski w połowie lat 30. założył przedsiębiorstwo Laborpat zajmujące się obróbką i realizacją filmów. 
W czasie II wojny światowej Niemcy zarekwirowali urządzenia z Laborpatu, niszcząc firmę. Jelińsi załozył wytwórnie ryksz i wózów ręcznych. Był też jednym z lokalnych komendantów OSP; mimo, iż w jego domu kwaerowani byli oficerowie niemieccy, razem z żoną był zaangażowany był w działalność konspiracyjną w Starej Miłosnej (m.in. wystawiając legitymację członkowstwa w straży pożarnej, chroniące posiadaczy przed łapankami). Po zakończeniu wojny załozył tłocznię krzyży dla harcerzy, a po jej zamknięciu w 1950 roku (gdy zlikwidowano ZHP) rozpoczął działalność w branży edukacyjnych zabawek, zakładając firmę specjalizującą się w ich produkcji.
Jeliński zmarł w 1986 roku; jest pochowany z żona na cmentarzu w Starej Miłosnej.

## Upamiętnienie
W 2019 tablicę dedykowaną Jelińskiemu odsłonięto przy Alei Podróżników, Odkrywców i Zdobywców w Krakowie (w pobliżu obiektu Tauron Arena Kraków).
Pamiątki z wyprawy Jelińskiego, w tym jego odrestaurowany drugi samochód (Buick) przechowuje jego rodzina. Replika jego Forda T oraz ekspozycja poświęcona wyprawie znajdują się w Muzeum i Centrum Ruchu Harcerskiego w Krakowie.

## Odznaczenia
- Eagle Scout(inne języki) – 1928[52].
- Srebrny Krzyż Zasługi – 20 września 1929[53].

## Czytaj też
- Dorota i Dariusz Grochalowie W dwa lata dookoła świata 1926–1928, Wydawnictwo Skrzat, Kraków 2018, ISBN 978-83-7915-638-2